# Distretto di Shimominochi
Il distretto di Shimominochi (下水内郡, Shimominochi-gun?) è uno dei distretti della prefettura di Nagano, in Giappone.
Attualmente fa parte del distretto solo il comune di Sakae.